# ناپایداری مدولاسیونی
در زمینه‌های اپتیک غیرخطی و دینامیک سیالات، ناپایداری مدولاسیونی (به انگلیسی: modulational instability) یا ناپایداری باند جانبی (به انگلیسی: sideband instability) پدیده‌ای است که به موجب آن انحراف از شکل‌موج متناوب با غیرخطینگی تقویت می‌شود و منجر به تولید باندهای‌جانبی-طیفی و درنهایت شکسته‌شدن شکل‌موج به قطاری از پالس‌ها می‌شود.
باور عمومی بر این است که این پدیده برای اولین بار توسط تی. بروک بنجامین و جیم ای فیر در سال ۱۹۶۷ برای امواج گرانشی سطحی متناوب (امواج استوکس) روی آب‌های عمیق کشف و مدل‌سازی شد؛ بنابراین، به آن ناپایداری بنجامین-فیر (به انگلیسی: Benjamin−Feir instability) نیز می‌گویند. با این حال، ناپایداری مدولاسیونی فضایی لیزرهای پرقدرت در حلال‌های آلی توسط دانشمندان روسی اِن‌اف فیلیپتستکی و ای‌آر رستموف در سال ۱۹۶۵ مشاهده شد و استخراج ریاضی ناپایداری مدولاسیونی توسط وی‌آی بسپالوف و وی‌آی تالانوف در سال ۱۹۶۶ منتشر شد ناپایداری مدولاسیونی یک سازوکار ممکن برای تولید امواج سرکش است.

## بهره و ناپایداری اولیه
ناپایداری مدولاسیونی فقط در شرایط خاصی اتفاق می‌افتد. مهم‌ترین شرط پاشش غیرعادی سرعت گروه است که به موجب آن پالس‌هایی با طول‌موج کوتاه‌تر با سرعت گروه بالاتر از پالس‌های با طول موج بلندتر حرکت می‌کنند. (این شرایط یک غیرخطینگی کِر متمرکز را فرض می‌کند که به موجب آن ضریب شکست با شدت نوری افزایش می‌یابد).
ناپایداری به شدت به بسامد پریشیدگی بستگی دارد. در بسامدهای خاص، پریشیدگی تأثیر کمی خواهد داشت، در حالی که در بسامدهای دیگر، پریشیدگی به صورت تصاعدی رشد می‌کند. همان‌طور که در زیر نشان داده شده است، طیف بهره کلی را می‌توان به صورت تحلیلی استخراج کرد. پریشیدگی‌ها تصادفی به‌طور کلی شامل طیف وسیعی از مولفه‌های بسامد هستند و بنابراین باعث تولید باندهای جانبی طیفی می‌شوند که طیف بهره زیرین را بازتاب می‌کنند.
تمایل سیگنال پریشیدگی به رشد، ناپایداری مدولاسیونی را نوعی تقویت می‌کند. با تنظیم یک سیگنال ورودی به یک قله از طیف بهره، می‌توان یک تقویت‌کننده نوری ایجاد کرد.

### استخراج ریاضی طیف بهره
طیف بهره را می‌توان با شروع‌کردن با مدل ناپایداری مدولاسیونی بر اساس معادله غیرخطی شرودینگر به دست آورد
{\displaystyle {\frac {\partial A}{\partial z}}+i\beta _{2}{\frac {\partial ^{2}A}{\partial t^{2}}}=i\gamma |A|^{2}A,}
که تکامل یک پوش کندتغییر با مقدار مختلط را توصیف می‌کند {\displaystyle A} با زمان {\displaystyle t} و فاصله انتشار {\displaystyle z} . یکه موهومی {\displaystyle i} راضی می‌کند {\displaystyle i^{2}=-1.} این مدل شامل پاشش سرعت گروه است که توسط پارامتر  {\displaystyle \beta _{2}}  و غیرخطی کر با قدر {\displaystyle \gamma } توصیف شده است. شکل‌موج متناوب با توان ثابت {\displaystyle P} فرض می‌شود. این توسط پاسخ زیر ارائه شده است
{\displaystyle A={\sqrt {P}}e^{i\gamma Pz},}
در اینجا نوسانی {\displaystyle e^{i\gamma Pz}} ضریب فاز اختلاف بین ضریب شکست خطی و ضریب شکست اصلاح‌شده را که توسط اثر کِر ایجاد می‌شود، نشان می‌دهد. شروع ناپایداری را می‌توان با پریشیدگی این جواب بررسی کرد
{\displaystyle A=\left({\sqrt {P}}+\varepsilon (t,z)\right)e^{i\gamma Pz},}
که در اینجا {\displaystyle \varepsilon (t,z)} عبارت پریشیدگی است (که برای راحتی ریاضی در همان ضریب فاز {\displaystyle A} ضرب شده است). با جایگزینی دوباره این معادله غیرخطی شرودینگر، یک معادله پریشیدگی به این شکل شکل به دست می‌آید.
{\displaystyle {\frac {\partial \varepsilon }{\partial z}}+i\beta _{2}{\frac {\partial ^{2}\varepsilon }{\partial t^{2}}}=i\gamma P\left(\varepsilon +\varepsilon ^{*}\right),}
در اینجا که پریشیدگی کوچک فرض شده است، به طوری که {\displaystyle |\varepsilon |^{2}\ll P.} مزدوج مختلط از {\displaystyle \varepsilon } به صورت {\displaystyle \varepsilon ^{*}} مشخص می‌شود اکنون می‌توان با جستجوی جواب‌های معادله پریشیدگی که به‌طور نمایی رشد می‌کنند، ناپایداری را کشف کرد. این را می‌توان با استفاده از یک تابع آزمایشی از فرم عمومی انجام داد
{\displaystyle \varepsilon =c_{1}e^{ik_{m}z-i\omega _{m}t}+c_{2}e^{-ik_{m}^{*}z+i\omega _{m}t},}
که در اینجا{\displaystyle k_{m}} و {\displaystyle \omega _{m}} عدد موج و بسامد زاویه‌ای (با مقدار حقیقی) یک پریشیدگی هستند و {\displaystyle c_{1}} و {\displaystyle c_{2}} ثابت هستند. معادله غیرخطی شرودینگر با حذف‌کردن موج حامل نور مدل شده موجود ساخته می‌شود و بنابراین بسامد نوری که مختل می‌شود به‌طور رسمی صفر است؛ بنابراین، {\displaystyle \omega _{m}} و {\displaystyle k_{m}} بسامدها و اعداد موج مطلق را نشان نمی‌دهند، بلکه تفاوت بین این بسامدها و پرتوهای اولیه نور را نشان می‌دهند. می‌توان نشان داد که تابع آزمایشی معتبر است، ارائه شده است {\displaystyle c_{2}=c_{1}^{*}} و مشروط به شرط
{\displaystyle k_{m}=\pm {\sqrt {\beta _{2}^{2}\omega _{m}^{4}+2\gamma P\beta _{2}\omega _{m}^{2}}}.}
این رابطه پاشش به‌طور حیاتی به علامت عبارت در جذر بستگی دارد، به طوری که اگر مثبت باشد، عدد موج حقیقی خواهد بود، که مربوط به نوسان‌های صرف در اطراف جواب بدون پریشیدگی است، در حالی که اگر منفی باشد، عدد موج موهومی خواهد شد، که مربوط به رشد نمایی است. و درنتیجه ناپایداری؛ بنابراین، ناپایداری زمانی رخ خواهد داد
{\displaystyle \beta _{2}^{2}\omega _{m}^{2}+2\gamma P\beta _{2}<0,} که برای {\displaystyle \omega _{m}^{2}<-2{\frac {\gamma P}{\beta _{2}}}.}
این شرایط نیاز به پاشش غیرعادی را توصیف می‌کند (مانند {\displaystyle \gamma \beta _{2}} منفی است). طیف بهره را می‌توان با تعریف یک پارامتر بهره به صورت {\displaystyle g\equiv 2|\Im \{k_{m}\}|}، توصیف کرد به طوری که توان یک سیگنال پریشیده با فاصله به صورت {\displaystyle P\,e^{gz}} افزایش می‌یابد؛ بنابراین بهره توسط داده می‌شود
{\displaystyle g={\begin{cases}2{\sqrt {-\beta _{2}^{2}\omega _{m}^{4}-2\gamma P\beta _{2}\omega _{m}^{2}}},&{\text{for }}\displaystyle \omega _{m}^{2}<-2{\frac {\gamma P}{\beta _{2}}},\\[2ex]0,&{\text{for }}\displaystyle \omega _{m}^{2}\geq -2{\frac {\gamma P}{\beta _{2}}},\end{cases}}}
در اینجا همان‌طور که در بالا ذکر شد، {\displaystyle \omega _{m}} تفاوت بین فرکانس پریشیدگی و بسامد نور اولیه است. نرخ رشد حداکثر برای {\displaystyle \omega ^{2}} برابر {\displaystyle -\gamma P/\beta _{2}} است

## ناپایداری مدولاسیونی در سامانه‌های نَرم
ناپایداری مدولاسیونی میدان‌های نوری در سامانه‌های نورشیمیایی، یعنی محیط نوربَسپارش‌پذیر (به انگلیسی: photopolymerizable) مشاهده شده است. ناپایداری مدولاسیونی به دلیل رفتار غیرخطی نوری ذاتی سامانه‌ها به دلیل تغییرات ناشی از واکنش نوری در ضریب شکست رخ می‌دهد. ناپایداری مدولاسیونی نور ناهمدوس از نظر مکانی و زمانی به دلیل پاسخ غیرآنی سامانه‌های غیرفعال نوری ممکن است، که درنتیجه به شدتِ متوسط-زمانیِ نور، پاسخ می‌دهد، که در آن نوسانات فمتوثانیه حذف می‌شود.